# Carlos Cárdenas Rodríguez
Carlos Cárdenas Rodríguez (Cobija, Bolivia, 5 de octubre de 1976) es un exfutbolista y actualmente asistente de campo boliviano.

## Clubes
| Club                   | País    | Año         |
| ---------------------- | ------- | ----------- |
| Brisas del Acre        | Bolivia | 1993 - 1996 |
| Bolívar                | Bolivia | 1996        |
| Chaco Petrolero        | Bolivia | 1997        |
| Jorge Wilstermann      | Bolivia | 1998 - 2004 |
| Blooming               | Bolivia | 2005        |
| Aurora                 | Bolivia | 2006        |
| Universitario de Sucre | Bolivia | 2007        |

## Palmarés

### Campeonatos nacionales
| Título                               | Club        | País    | Año            |
| ------------------------------------ | ----------- | ------- | -------------- |
| Liga de Fútbol Profesional Boliviano | Wilstermann | Bolivia | Temporada 2000 |

### Hechos Destacados
- Es el segundo goleador de Wilstermann en la liga con 86 tantos
- Jugó 5 partidos con la selección boliviana